# Оксид таллия(III)
Оксид таллия(III) — бинарное неорганическое соединение металла таллия и кислорода с формулой Tl2O3, тёмно-коричневые кристаллы. Основный оксид.

## Получение
- При нагревании таллий горит на воздухе:

{\displaystyle {\mathsf {4Tl+2O_{2}\ {\xrightarrow {400^{o}C}}\ Tl_{2}O+Tl_{2}O_{3}}}}
- Окисление таллия концентрированной перекисью водорода:

{\displaystyle {\mathsf {2Tl+3H_{2}O_{2}\ {\xrightarrow {}}\ Tl_{2}O_{3}+3H_{2}O}}}
- Термическое разложение свежеосаждённой гидроокиси таллия:

{\displaystyle {\mathsf {2TlCl_{3}+6NaOH\ {\xrightarrow {100^{o}C}}\ Tl_{2}O_{3}\downarrow +6NaCl+3H_{2}O}}}
осадок состоит из полигидрата оксида таллия Tl2O3•n H2O.
- Разложение кристаллогидрата нитрата таллия:

{\displaystyle {\mathsf {4{Tl(NO_{3})_{3}\cdot 3H_{2}O}\ {\xrightarrow {300^{o}C}}\ 2Tl_{2}O_{3}+12NO_{2}+3O_{2}+H_{2}O}}}
- В природе встречается минерал авиценнит, состоящий из оксида таллия.
- Окисление гидроксида таллия(1):

{\displaystyle {\ce {2TlOH + O2 ->[400 C^0] Tl2O3 + H2O}}}
- Взаимодействие солей таллия с водой:

{\displaystyle {\ce {2TlCl3 + 3H2O ->[100C^0] 6HCl + Tl2O3}}}

## Физические свойства
Оксид таллия — тёмно-коричневые кристаллы кубической сингонии, пространственная группа I a3, параметры ячейки a = 1,059 нм, Z = 16.

## Химические свойства
- При нагревании разлагается до оксида таллия (I):

{\displaystyle {\mathsf {Tl_{2}O_{3}\ {\xrightarrow {500^{o}C}}\ Tl_{2}O+O_{2}}}}
- Реагирует с концентрированными кислотами:

{\displaystyle {\mathsf {Tl_{2}O_{3}+6HNO_{3}\ {\xrightarrow {}}\ 2Tl(NO_{3})_{3}+3H_{2}O}}}
- с двухосновными концентрированными кислотами образуются кислые соли:

{\displaystyle {\ce {Tl2O3 + 4H2SO4 -> 2H[Tl(SO4)2] + 3H2O}}}
- и щелочами при сплавлении образует таллаты:

{\displaystyle {\mathsf {Tl_{2}O_{3}+2NaOH\ {\xrightarrow {450-575^{o}C}}\ 2NaTlO_{2}+H_{2}O}}}
- Восстанавливается водородом до закиси:

{\displaystyle {\mathsf {Tl_{2}O_{3}+2H_{2}\ {\xrightarrow {150^{o}C}}\ Tl_{2}O+2H_{2}O}}}
- с концентрированной соляной кислотой проявляются окислительные свойства оксида таллия:

{\displaystyle {\mathsf {Tl_{2}O_{3}+8HCl\ {\xrightarrow {}}\ 2H[TlCl_{2}]+2Cl_{2}\uparrow +3H_{2}O}}}
- Окислительные свойства оксида таллия проявляются и в других реакциях:

{\displaystyle {\mathsf {2Tl_{2}O_{3}+5S\ {\xrightarrow {}}\ 2Tl_{2}S+3SO_{2}}}}
{\displaystyle {\mathsf {2Tl_{2}O_{3}+2H_{2}O_{2}\ {\xrightarrow {}}\ 4TlOH+3O_{2}\uparrow }}}